# YWHAB
La proteína 14-3-3 beta/alfa (YWHAB) es una proteína codificada en humanos por el gen YWHAB.
Este gen codifica una proteína perteneciente a la familia de proteínas 14-3-3, cuyos miembros median en la transducción de señales por unión a proteínas que contengan residuos de fosfoserina. Esta familia de proteínas se encuentra altamente conservada y es encontrada tanto en plantas como en mamíferos. La proteína YWHAB interacciona con las fosfatasas RAF1 y CDC25, lo que sugiere que podría desempeñar un papel en señalización de mitosis y en la maquinaria del ciclo celular. Se han descrito dos variantes transcripcionales que codifican la misma proteína.

## Interacciones
La proteína YWHAB ha demostrado ser capaz de interaccionar con:
- CDC25A[3]
- CDC25B[4][3]
- BRAF[5][6]
- c-Raf[7][8][9][10][11][3]
- RPS6KA1[12]
- EPB41L3[5][13]
- CD29[14]
- Proteína quinasa Wee1-like[15]
- PTPN3[16]
- Proteína quinasa Mζ[9]
- MAPK7[17]
- TESK1[18]
- TNFAIP3[11]
- Cbl[19]
- HDAC4[20]
- KCNK3[21]